# Avril 1849

## Événements
- Répression d’une révolte démocratique à Gênes par Victor-Emmanuel II.
- 3 avril, France :
  - la Haute Cour, à Bourges, rend son verdict. Barbès et Albert sont condamnés à la déportation. Auguste Blanqui, à dix ans. Sobrier, sept ans. Raspail, six ans. Flotte et Quentin, cinq;
  - à l'Assemblée, deux interventions de Hugo. L'une, « sur la Liberté du théâtre ». L'autre, « sur les Secours aux Artistes ».
- 6 avril : 
  - Victoire hongroise de Isaszeg.
  - France : Félix Dupanloup, évêque d'Orléans.
- 7 avril, France : décision de créer, par élections, une Assemblée législative.
- 14 avril : la Hongrie devient un État républicain indépendant. Kossuth est élu président-gouverneur sans que la République ne soit proclamée.
- 16 avril, France : Alexis de Tocqueville vote à l'Assemblée les crédits pour l'envoi d'un corps d'armée à Rome menacée par l'armée autrichienne après sa victoire à Novare.
- 21 avril, France : pour soutenir les « burgraves », la presse du « Parti de l'Ordre » crée un « Comité de la presse modérée ». On y trouve L'Événement.
- 23 avril : arrestation des membres du cercle de Petrachevski, en Russie. 21 condamnés à mort, dont Dostoïevski. Le 22 décembre, après un simulacre d’exécution, les condamnations sont transformées en déportations.
- 24 avril : expédition de Rome. Débarquement des troupes françaises du général Oudinot dans les États pontificaux.
- 25 avril : Le parlement du Canada à Montréal est saccagé et mis au feu par des "tories"[1]
- 27 avril : 
  - Entrée de Garibaldi dans Rome.
  - Le roi de Prusse refuse la couronne d'Allemagne.
- 30 avril : 
  - Le général Oudinot qui commande les troupes françaises en Italie s'approche de Rome. À cet instant, il est chargé d'empêcher un rétablissement du pape sous l'autorité exclusive de l'Autriche. Devant Rome, Garibaldi repousse Oudinot.
  - Le gouvernement prussien établit la loi électorale des trois classes. Elle favorise la première classe (nobles et gros propriétaires) au détriment de la seconde (banquiers, commerçants) et surtout de la troisième (salariés et paysans).

## Naissances
- 1er avril : Albert Charles Peale (mort en 1913), géologue et paléobotaniste américain.
- 6 avril : John William Waterhouse, peintre britannique († 10 février 1917).
- 11 avril : Urbain Bouriant (mort en 1903), égyptologue français.
- 12 avril : Albert Heim, géologue Suisse († 31 août 1937).
- 12 avril : Albert Heim (mort en 1937), géologue suisse.
- 24 avril : Joseph Gallieni, militaire français, maréchal de France, qui laissa une empreinte profonde sur l'histoire de la colonisation française, († 27 mai 1916).
- 25 avril : Felix Klein (mort en 1925), mathématicien allemand.

## Décès
- 3 avril : Juliusz Słowacki, poète polonais (° 4 septembre 1809).